# Gonzalo López Alba
Gonzalo López Alba (Villafranca del Bierzo, 1959 - Madrid, 5 de febrer de 2018) va ser un periodista i escriptor espanyol que va publicar en nombrosos mitjans de comunicació.

## Biografia
Va començar la seva carrera professional a Ràdio Nacional d'Espanya per passar després a premsa escrita. Va treballar en Diario 16, ABC, El Sol i Público, entre d'altres. Posteriorment va col·laborar amb El Confidencial, Interviú i Vozpópuli. La seva última columna va ser publicada el dia abans de la seva defunció en el periòdic digital Infolibre.
Estava especialitzat en crònica política i en informació relativa al PSOE. Havia publicats tres llibres: un assaig polític i dues novel·les. En 2015 va publicar un informe en la Fundació Alternatives alertant dels perills que suposava el canvi d'era en els mitjans de comunicació.
Va morir el 5 de febrer de 2018 a Madrid.

## Obres
- El Relevo (2002)
- Los años felices (Planeta, 2014)
- My dear love (Amazon, 2017)